# Kenji Tomita
Kenji Tomita (富田健治; 1. studenog 1897. – 23. ožujka 1977.), japanski političar i majstor borilačkih vještina. 

## Životopis
Kenji Tomita je rođen u Kobeu 1897. godine. Diplomirao je na Sveučilištu Kyoto. Bio je guverner prefekture Nagano od 1938. godine do 1940. godine, služio je kao tajnik kabineta pod vodstvom Fumimara Konoea,  i izabran je u Zastupnički dom 1952. godine. Dobitnik je Reda svetog blaga.
Tomita je bio majstor borilačkih vještina, vježbao je judo i aikido. Upotrijebio je svoj utjecaj da zaštiti Moriheija Ueshibu od uhićenja tijekom Drugog incidenta Omoto-kyo 1935. godine. Bio je prvi predsjedatelj Aikikaija.

## Vanjske povezice
- Kenji Tomita